# Ebbe Rode
Ebbe Rode (født 10. maj 1910 på Frederiksberg, død 23. maj 1998 i København) var en dansk skuespiller, digter og forfatter, bror til Mikal Rode.
Han medvirkede i en lang række teaterstykker og ca. 50 danske film siden sin debut på Dagmarteatret i 1931. Han var skuespiller ved Det kongelige Teater 1932-1956 og igen fra 1965. Han huskes for en lang række fremtrædende roller på teateret og for oplæsninger af Storm P-monologer.
Ebbe Rode var søn af digteren Helge Rode og forfatterinden Edith Rode. Ebbe Rode har været gift med Bodil Kjer, Helle Virkner og Nina Pens Rode.
Han er begravet på Frederiksberg ældre kirkegård.

## Filmografi
- Tango – 1933
- Provinsen kalder – 1935
- Millionærdrengen – 1936
- Den kloge mand – 1937
- Balletten danser – 1938
- Frøken Vildkat – 1942
- Lykken kommer – 1942
- Afsporet – 1942
- Søren Søndervold – 1942
- Som du vil ha' mig – 1943
- Familien Gelinde – 1944
- Teatertosset - 1944
- Frihed, lighed og Louise – 1944
- Otte akkorder – 1944
- Spurve under taget – 1944
- To som elsker hinanden – 1944
- Den usynlige hær – 1945
- Ditte Menneskebarn – 1946
- Jeg elsker en anden – 1946
- Familien Swedenhielm – 1947
- Ta', hvad du vil ha' – 1947
- Kristinus Bergman – 1948
- John og Irene – 1949
- For frihed og ret – 1949
- Din fortid er glemt – 1950
- Nålen – 1951
- Fireogtyve timer – 1951
- Vi som går stjernevejen – 1956
- Jeg elsker dig – 1957
- Harry og kammertjeneren – 1961
- Det stod i avisen – 1962
- Gertrud – 1964
- Naboerne – 1966
- Utro – 1966
- Tre mand frem for en trold – 1967
- Oktoberdage – 1970
- Hærværk (film) – 1977
- Rend mig i traditionerne – 1979
- De uanstændige – 1983
- Babettes gæstebud – 1987
- Sidste akt – 1987
- Høfeber – 1991

### Tv-serier
- Københavnerliv - 1967
- Livsens Ondskab - 1972
- Aladdin eller Den forunderlige lampe - 1975

Bibliografi:
Ebbe Rode: Åben Dagbog. Taler, artikler og digte fra et tiår.
Ebbe Rode: Troldguld. Huskerier. J.H.Schultz Forlag, 1958. 115 sider. Fotoill.